# 开封日报
《开封日报》是中华人民共和国河南省开封市的一份市级报纸。创刊于1948年11月6日，由开封日报报业集团出版。該報也是中共开封市委的機關報。文化大革命时期，该报采编工作受到了严重冲击。直到改革开放后才复刊。有姊妹报《汴梁晚报》。